# Єрун Делме
Єрун Делме (нід. Jeroen Delmee, 8 березня 1973) — нідерландський хокеїст на траві.
Олімпійський чемпіон 1996, 2000 років, срібний призер 2004 року, учасник 2008 року.
Чемпіон світу 1998 року.
Чемпіон Європи 2007 року, срібний призер 2005 року.
Бронзовий призер Трофею чемпіонів 2007 року.
Переможець Трофею чемпіонів 2000, 2002, 2003, 2006 років, срібний призер 2004, 2005 років, бронзовий призер 1999 року.
По завершенні кар'єри гравця — тренер. Привів чоловічу збірну Нідерландів з хокею на траві до чемпіонства на літніх Олімпійських іграх 2024 року.